# 안나 스켈런
안나 스켈런(Anna Skellern, 1985년 4월 27일 ~ )은 오스트레일리아의 배우, 연극 배우, 영화배우이다.
시드니에서 태어났다.

## 방송
- 더 인터셉터
- 퍼레이즈 엔드

## 영화
- 저스트 어 이어 (2013년) - 클라우디아 역
- 갬빗 (2012년) - 피오나 역
- 인시던트 (2011년) - 린 역
- 위 (2011년) - 데프니 역
- 하프 하티드 (2010년)